# Jacques-Arsène d'Arsonval
Jacques-Arsène d'Arsonval (La Porcharia, Alt Vienne; 8 de juny de 1851 - ibídem, 13 de desembre de 1940) va ser un biofísic i inventor francès, que va idear el galvanòmetre de bobina mòbil i el amperímetre termoparell. Al costat de Nikola Tesla, d'Arsonval va ser un investigador important en el camp de la electrofisiologia; dedicant-se durant bona part del segle xix i principis del segle xx a l'estudi dels efectes de la electricitat en els organismes biològics.
El 1881, d'Arsonval va proposar explotar la energia maremotèrmica; però va ser un dels seus deixebles, Georges Claude, qui va construir la primera planta d'OTEC en Cuba el 1930.

## Mèrits
- Galvanòmetre balístic[3]
- Primer telèfon aprovat per la PTT
- L'electroteràpia per corrents d'alta freqüència.
- El cràter lunar D'Arsonval porta aquest nom en honor seu.